# ザ・クルー
『ザ・クルー』（英：THE CREW）は、フランスのユービーアイソフトより2014年12月4日に発売されていたゲームソフト。
日本ではPlayStation 4・Xbox One・Microsoft Windowsでリリースされているが、このほかにXbox 360版も存在していた。

## 概要
アメリカ合衆国本土48州およびワシントンD.C.を舞台にした、オンライン専用のオープンワールドレースゲーム。
他のゲームのようにオン・オフラインに分かれてはおらず常時オンラインとなっているためインターネット環境が必須である。2024年3月31日をもってサービス終了を予定しており、この日を過ぎるとゲームがプレイできなくなる。
ミッションなどをクリアすることで経験値を獲得し、プレイヤーとしてのレベルが上昇していく。レベルの上昇によって装備可能なパーツが増えたり、マップ上の要素が解放されたりする。
2016年11月末リリースの「コーリングオールユニット」で、プレイヤーレベルの上限が60に引き上げられた。
なお、本作は兄を殺害された主人公アレックスが、兄がリーダーをつとめていた組織に潜入し、各地を転々としながら真相に近づくという物語であり、物語を進めることで新しいスペックの車が解放される仕組みだが、ストーリーと無関係に行動することも可能である。

## サーバーの停止
2023年12月14日、ユービーアイソフトはザ・クルーとそのダウンロードコンテンツの配信、ゲーム内コンテンツの販売を停止し、「今後のサーバーインフラとライセンスの制約」を理由に2024年3月31日にゲームのサーバーを停止すると発表した。サーバーは2024年3月31日に予定通り停止され、その数日後の2024年4月上旬、ユービーアイソフトは返金やゲームファイルのダウンロード方法を提供することなく、ザ・クルーを購入したプレイヤーからのライセンスを剥奪した。このライセンス剥奪は、ビデオゲーム文化の保存とプレーヤーの所有権について悪しき前例を作ったとして批判され、 特にファンがゲームの未使用のオフラインモード用プログラムがあることを発見したときには、その批判が集中した。 シャットダウンとライセンス剥奪は、Steamで発売された同ゲームの2作目と最新作の『ザ・クルー：モーターフェスト』のプレイヤーのレビュー爆撃にもつながった。
2024年1月、YouTuberのロス・スコットは、サーバーのシャットダウンについてユービーアイソフトを集団で提訴する予定だと述べた。 スコット氏は自身のYouTubeチャンネルAccursed Farmsで公開されたビデオで「ザ・クルーはサブスクリプションではなく、永久ライセンスで販売されていたため、我々はサービスではなく商品を売られていた。」と主張し、唯一受け入れられる和解は「会社からのさらなるサポートなしに」オフラインでゲームをプレイできるようにするパッチをリリースすることだと述べた。 サーバーが停止した週、スコットは "Stop Killing Games"という団体を立ち上げ、フランスの競争・消費・詐欺抑圧総局（DGCCRF）に苦情を申し立て、ザ・クルーを含む販売されたビデオゲームがプレイできなくなることに対処するようプレイヤーに呼びかけた。

## ストーリー
ストリート・レーサー組織「5-10モータークラブ」のリーダーであった主人公アレックスは、兄が突然殺害され、FBIの捜査官に逮捕され収監されてしまう。
5-10モータークラブはシヴに乗っ取られ、違法な運び屋組織に変えられてしまった。
それから5年後、収監中のアレックスの元にFBIのゾーイ捜査官が現れ、兄を殺害した被疑者と汚職をしているFBIの捜査官を摘発するため協力してほしいと依頼される。それを引き受けたアレックスは、ゾーイの指示の下、かつて兄がリーダーをつとめていた組織に潜入することになる。
やがて、アレックスの兄を殺した真犯人がシヴであることが判明する。シヴはアレックスの抹殺に失敗する。また、アレックスもシヴを撃つための銃を購入するが、最終的にはレースで勝利することでV8の座を奪い逃走するシヴをクラッシュさせて逮捕させることにした。V8の座を賭けた一騎討ちの末、レースに敗れたシヴはゴール地点で警察に包囲される。フォード・GTに乗りメキシコ方面に逃走しようとしたがオレンジ・カウンティで逮捕された。

## アップデート
毎週水曜日夕方（日本時間）に定期メンテナンスを行っており、その際に新しい車が追加されたり、一部挙動の調整が行われたりすることがある。
2015年11月17日に拡張パック「ワイルドラン」(Wild Run)が配信された(「コーリングオールユニット」の配信に伴い翌年11月29日に単体での販売は終了)。

バイクが追加され、車にもエキゾチックスペックと呼ばれるドリフト・モンスター・ドラッグの3スペックが追加されたほか、サミットと呼ばれる新たなコンテンツも追加されている。
2016年12月1日に拡張パック第2弾「コーリングオールユニット」(Calling All Units)が配信。

別の違法ストリートレース組織を壊滅させるためのミッションという体裁での警察側での「チェイス」に関するチュートリアルや、警察スペックの車などが用意されている。

なお「ワイルドラン」未購入者も「コーリングオールユニット」を購入すれば「ワイルドラン」の内容も含めてプレイ可能。
なお拡張パックに拠らず無料で提供される要素として、「ワイルドラン」では天候変化の実装やグラフィックの向上、報酬が装備中のパーツより上位の物などの中からランダムで選ばれる「スマートルート」などが、「コーリングオールユニット」ではストリートレーサー側としての「チェイス」やプレイヤーレベル上限解放(60まで)などが用意されている。

## 地域
アメリカ本土48州およびワシントンD.C.を舞台にしている本作では、これらの舞台を大きく5つのエリアに分けている。

なお、テキサス州がサウスとマウンテンステートにまたがるなど、単純な州単位の分割ではない。
また、アトランタなど作中ではマップ上に存在していない都市が多数存在することや、ラスベガスの位置関係、コロラド川の流路など、忠実な再現とはなっていない。

カナダやメキシコの国土、または大西洋やミシガン湖などの水中には進入できない(川岸など車が水没しない程度の水深であれば進入可能)。ただし、水中に関してはその判定基準となるであろう水面のパーツが欠落しているために進入可能な場所がいくつか存在している。
- ミッドウエスト - デトロイトやシカゴ、セントルイスといった五大湖周辺からミズーリ川沿岸にかけて。ロウアー半島の大部分はデトロイト市街で構成される。
- イーストコースト - ワシントンD.C.やニューヨーク、ニューイングランドまで東海岸の北半分が属する。
- サウス - マイアミなど東海岸南半分やニューオーリンズなどメキシコ湾沿岸、内陸部ではナッシュビルやダラス、アマリロを含む。フロリダ半島の大部分がマイアミ市街で構成され、半島の南西にはフロリダキーズが延びている。
- マウンテンステート - ロッキー山脈周辺の山岳・砂漠・峡谷を含む広大な地域。西はラスベガスから、東はサンタフェやロズウェル、エルパソまで。モンタナ州周辺に相当する地域は雪山エリアとなっている。
- ウエストコースト - ロサンゼルス、サンフランシスコ、シアトルと言った西海岸一帯。

## 車について
本作では1つの車に対して複数のスペックが用意されている。どのスペックで使えるかは車によって異なる。
- フルストック(FULLSTOCK) - その車の本来の状態。
- ストリート(STREET) - 一般の道路における性能を重視。
- ダート(DIRT) - 砂利道などやや道の悪いところにも対応できる性能。
- パフォーマンス(PERF) - STREETより更に一般道での性能に特化。
- レイド(RAID) - 道路以外の場所での走りを重視。
- サーキット(CIRCUIT) - レーシングカーのように一般道やサーキットでの走行に特化。
- ドリフト(DRIFT) - Wild Runで追加。旋回時の滑り具合が大きい。
- モンスター(MONSTER) - Wild Runで追加。巨大なタイヤを装備したモンスタートラックとなり、ある程度の段差を超えられるなどレイド以上に悪路特化となる。
- ドラッグ(DRAG) - Wild Runで追加。爆発的な加速力が特徴。

マップ上に点在している廃車からレストアした隠しマシン以外は、スペック毎にスターターキットを購入する必要がある。これは特定レベルのブロンズパーツの集合となっている。

スターターキットの購入でスペックを開放した後は、ミッションやスキルの達成によって獲得できるパーツの装備で強化できる。同じスペックのパーツであれば、1台で入手すれば他の車に対する物もチューナーで購入可能になる。

パーツにはブロンズ・シルバー・ゴールド・プラチナという4段階のレアリティも設定されており、レアリティが高ければレベルがある程度上でもレアリティの低いパーツを超える性能を持っていることもある。

パーツの総合的な性能指標としてMACHINE LV IMPACTの値が設定されている他、シルバー以上のパーツでは同レベル・同レアリティでもACCEL(加速)・TOP SPEED(最高速度)・GRIP(グリップ)・BRAKING(ブレーキ)のいずれかに対するボーナスポイントが設定された計4つのパーツが存在する。

「コーリングオールユニット」では全項目へのボーナスが発生するダイヤモンドランクのパーツが追加され、またパーツレベルの上限も60に、マシンレベル上限はパーク込みで1497に引き上げられている。
また、性能とは無関係のパーツとしてボディカラーやステッカー、バンパーなどの変更も用意されている。またナンバープレートも外観の変更項目として用意されており、一部はゲーム内の特定の条件を満たすことで獲得できる。
なお「コーリングオールユニット」で追加された警察車両は、スペックの表示はストリートレーサーのそれと同様だがストーリーミッションはレーサーの物とは独立した専用の物でのみ使用可能。

パーツについても入手状況はたとえ同スペックであってもレーサー用とは独立しているが、入荷状況については共有となる。

## BUCKS・CC、追加課金車両について
本作には、通常のゲームプレイで得られる「BUCKS」と、課金アイテムである「CC」(クルークレジット)という2種類の通貨がある。前者と後者では購入可能な車の違いがあるほか、後者は後述のポリスチェイスで逮捕された際の罰金で消費されないという特徴がある。
また、中にはCCでも購入できずいわゆるダウンロードコンテンツの形式で購入する車も存在する。そういった車は車単体・いくつかの車を集めたパック・すべてのパックをまとめて購入可能なシーズンパスのいずれかで購入できる。なおシーズンパスを購入した場合、CCでのみ購入可能な車についても同時にまとめて取得できる。
「コーリングオールユニット」では、同拡張パックを購入することで初めて購入可能になる車が存在している(車自体はBUCKS・CCどちらでも購入可能)。

## パーク
レベルアップごと、およびBUCKSもしくはCCを使用しての購入で、様々な効果を持つ「パーク」に振り分けが可能なパークポイントを入手できる。
これを利用することで発生する効果には、一例として以下のようなものがある。
- マシンの性能を若干改善
- 車やパーツの購入時に割引が発生
- レース開始時にニトロが一定量チャージされた状態でスタートする
- マップの踏破範囲がより広く記録されるようになる

## ミッション
ストーリーの進行や後述するファクション内での名声獲得は、マップ上に配置されたミッションを達成することで行う。
- レース - ごく普通のレース。一部ファクションミッションでは上位3人以内に入れればクリアとなるが、ほとんどは1位になるのがクリア条件。ボーナスポイントは1位になっていた時間に応じて与えられる。「コーリングオールユニット」追加の警察側ストーリーミッションにも存在する。
- チェックポイントラン - 時間内にゴール地点へ向かうミッション。セクションが細かく区切られており、セクションのクリアごとに制限時間が加算されていく。ボーナスポイントはチェックポイントの通過数に依存する(ただし、1人プレイだと全チェックポイントを通過することが前提となりボーナスポイントは総取りとなる)。
- A地点＞B地点 - 時間内にゴール地点に向かうミッションだが、チェックポイントランと違って途中のチェックポイントがなく制限時間は全体で設定されている。また、一定以上のダメージを受けると強制的に失敗となるが、ライフの残量はクリア時のボーナスポイントにも反映される(一部ライフ制限がなく衝突回数が少ないと「ダメージレス」としてボーナスポイントが与えられるものもある)。
- テイクダウン - 一定ルートを走る目標のクルマをクラッシュさせるのが目的のミッション。当て方や衝突時のスピードなどによって相手に与えるダメージは変化する。目標に与えたダメージの量がボーナスポイントに反映される(そのため1人プレイの場合はプレイヤーが全ダメージを与えることになりポイント総取りが確定する)。
- ゲッタウェイ - 追跡してくるNPCから逃げるのが目的のミッション。フリードライブ中のポリスチェイス(後述)と同様に、NPCの警戒範囲から逃れた状態を一定時間維持することでクリア。NPC車両に与えたダメージがボーナスポイントに反映される。
- 回収 - 路上に設置されたターゲットを破壊しながらルートを走破する。ボーナスポイントは破壊したターゲットの数で決まる(そのため1人プレイでは目標数の箱を全て1人で破壊することになりポイント総取りが確定する)。
- フォロー - 一定ルートを走る目標から離れないように最後まで追跡するミッション。ボーナスポイントには目標との距離が反映される。
- アレスト - 「コーリングオールユニット」で追加された警察側のストーリーミッションで登場する形式。テイクダウンやフォローのように一定ルートを走っている目標を追走し、接近した状態を維持して逮捕するのが目的。ターゲットへの接触や能力の使用によるアクションポイントがボーナスポイントにもなる。

ミッションや後述のスキルチャレンジを達成した際にはクリアタイムやミッションの種類に応じたボーナスポイントに応じてスコアが算出され、そのスコアによって獲得できるマシンパーツのレアリティが変化する。

レベル50到達後、スコアのランクではゴールドの上にプラチナが追加される。当初はプラチナの場合獲得できる物がLv40～Lv50でランダムのプラチナパーツとなっていたが、ワイルドランで「現在装備中のパーツより上位(レアリティは問わず、MACHINE LEVEL IMPACTの値が装備中の物以上となる)のパーツ」「外装パーツ」「BUCKS」のいずれかが出る「スマートルート」に変更された。

「コーリングオールユニット」ではどのランクでも報酬が「スマートルート」で決定されるように変更されているが、スコアランクによりパーツが選ばれた時の伸び幅などに影響がある。

### スキルチャレンジ
マップ上にはミッションの他に、様々な腕を競う小規模なスキルチャレンジも配置されている。スコアと報酬に関してはミッションと同様。

「ワイルドラン」までは地域によってプレイ可能なレベル下限が決まっていたが、この制限は「コーリングオールユニット」で廃止された。
- レースライン - 一定のライン上を走り続ける。ライン上を維持して走り続けているとポイントの倍率が上がっていく一方、ラインが徐々に細くなっていく。
- スラローム - 次々と追加されていくポールを左右交互に通過し続ける。ポール間の時間や連続してクリアできたポールの数でポイントが決まる。
- プレシジョン - ルート上に設置されるゲートを通過し続ける。ゲート間の時間や連続クリア数でポイントが決まるなどスラロームと同様のポイント計算だが、連続してクリアしたゲート数に応じて徐々に狭くなっていく。
- スクランブル - ルート上に設置されたターゲットを破壊し続ける。ターゲット間の時間や連続破壊数でポイントが決まるのはスラロームやプレシジョンと同様。
- ジャンプ - ジャンプ台からジャンプしての飛距離を競う。一定範囲内には1つ上のランクのスコアになるターゲットが設置される。ワイルドランでは特に距離の長い「ロングジャンプ」も登場している。
- スピード - 一定以上のスピードを出して路上を走り続けている間ポイントが加算されていく。倍率は接触せずに走り続けた距離で決まる。
- エスケープ - スタート地点から徐々に広がり続けるエリアから逃げ続ける。ポイントはスタート地点からの距離などで決まる。
- ヒルクライム - スタート地点から目標地点まで坂道を登るコースを走る。途中ボーナスポイントを獲得できるターゲットが随所に配置されており、ターゲットやゴール地点でのポイントは時間に応じて徐々に減少していく。また、登った高さによってもスコアの倍率が変化する。

## 手配システム
フリードライブ中、パトカーが登場することがある。その際には画面上に警戒度を表すゲージが表示される。
警戒ゲージが表示されているときに一般車両などと接触するとゲージが蓄積され、それが1段階MAX以上になるとパトカーに追跡されるようになる。ただし、付近に更に警戒レベルの高いプレイヤーがいる場合、パトカーはそのプレイヤーを優先して追跡する。

パトカーには警戒範囲が設定されており、その範囲外にいるとカウントダウンが発生、7秒ごとに警戒レベルが下がり最終的には警戒が解除される。

パトカーの近くにいるときに壁などにはまって身動きが取れない状態で一定時間が経過したり、クラッシュシーンが表示されるほどのクラッシュを起こしたりすると逮捕され罰金を取られる。

なお「コーリングオールユニット」ではこの場合についても「チェイス」と同様のシステムが追加され、警察車両に乗って周囲にいるプレイヤーは警察側の能力を利用して追跡対象のプレイヤーを逮捕するのが目的となる。

## ファクション
ストーリー進行とは別に、プレイヤーは5つのファクションから1つを選んで所属できる。所属できるファクションはマシンスペックを解放するごとに増えていく。
マップ上にはストーリーとは無関係だが各地域での名声を報酬として得られるファクションミッションや、プレイヤー同士での対戦が可能なPvPロビーも存在し、それらでのプレーによって獲得した名声によって毎日一定額のBUCKSをデイリーサラリーとして受け取ることが可能。

なおファクションミッションはプレイヤー自身でクリアするほか、フレンドを派遣してそのミッションの本来のプレイ時間に応じて(それより長く)設定された時間の経過後に若干の報酬を得ることも可能。この場合の成功率は派遣したフレンドのレベル合計に依存する。
また、「ファクションウォー」というコンテンツにより各プレイヤーが獲得した名声はファクションおよび地域ごとに集計され、毎月各地域で最も名声を集めたファクションは地域ごとに月末の2日間高報酬のボーナスミッションをプレイ可能。

## PvP
プレイヤー同士の対戦で選択可能なルールは以下の通り。PvPイベントによってルールが異なる。
- レース - ごく普通のレース。
- エリミネーター - 一定時間ごとに最下位のプレイヤーがダメージを受け、ライフが0になった者は脱落するという形式のレース。コースは周回コースとなる。
- ブリッツフロー - マップ上にターゲットゾーンが設置され、誰かがそこに到達した後10秒間はそこに居続けるすべてのプレイヤーがポイントを獲得する。その後新たなターゲットゾーンが設置され、それらを一定時間繰り返してポイントの合計で順位を付ける。
- クラウン - マップ上に配置されたクラウンを奪い合い、所持し続けた時間に応じて加算されるポイントを競う。なおクラウンを獲得しても通常は一定時間で強制的に手放してしまうため、所持し続けるにはそのタイマーをリセットできるゾーンを通過する必要がある。

また、PvPの順位によって変動するリーグポイントにより所属リーグが変動し、それによって獲得できるマシンカラーおよびホイールとステッカーも存在する。

## フリードライブチャレンジ
「ワイルドラン」で追加されたモード。マップ上の任意の地点にチェックポイントを設置する形で、プレイヤーが自由にタイムアタックやスピードトラップのミッションを作成できる。

作成したミッションは7文字の英数字によるコードという形でプラットホームを超えて共有可能であり、2017年4月よりUBIソフトでも公式に毎月1コース公開してフォーラムやTwitterを利用してチャレンジが開催されている。

## フリードライブスタント
「ワイルドラン」で追加されたモード。マップ上で次々と出題されるスタント課題を達成するのが目的で、連続して達成するとレベルが上がり、ソロプレーでの達成が不可能になるほど厳しいノルマになることもある。

## サミット
「ワイルドラン」で追加された定期開催イベント。当初は2～3日の予選を繰り返した後月末に1週間の本選という形であったが、2017年3月より予選も1週間となった。

予選は開催ごとに異なる場所で開催され、本選はラスベガスの北にあるボンネビル・ソルトフラッツで行われる。
サミットのメニューには12のイベントが配置され、それぞれの項目における順位が個別に集計されそこからサミット全体での順位も算出される。

サミット全体での順位により、参加者にはそれぞれCCなどの賞品が与えられる。
フリードライブチャレンジ・フリードライブスタント・開催地周辺のスキルチャレンジ3つの他、以下の中から7つイベントが選ばれる。イベントの中には対象の車を持っていない場合貸し出されるものもある。
- メーカータイムアタック - モデル及びスペックを指定され、ルートを走破したタイムを競う。指定の車を持っていないと参加不可。
- タイムアタック - スペックを指定され、ルートを走破したタイムを競う。車の選択に地域やタイプなどの制限が設定されていることもある。
- スピードトラップ - スペックを指定され、複数個所に配置されたスピードトラップを通過した速度の平均値を競う。車の選択に地域やタイプなどの制限が設定されていることもある。
- スタントレース - バイクでジャンプ台が多数設置されたコースを走り、滞空時間やフリップなどによるスタントのスコアを競う。セクションごとに制限時間は設定されるが時間切れでも失格にはならずそのセクション内でポイントを獲得できなくなるだけであり、またセクション完了時の残り時間は以後のセクションへの制限時間加算と共にボーナスポイントにもなる。
- ドラッグトライアル - ドラッグカーで直線コースを走破した時間を競う。車の選択に地域やタイプなどの制限が設定されていることもある。
- モンスターアリーナ - モンスタートラックで一定時間内にスタントやターゲット破壊などによって稼いだポイントを競う。車の選択に地域やタイプなどの制限が設定されていることもある。
- ドリフトトライアル - ドリフトカーで曲がりくねったコースを一定時間走り、ドリフトによるポイントを競う。車の選択に地域やタイプなどの制限が設定されていることもある。
- PvP - プレイヤー同士の対戦で稼いだBUCKSを競う。使用される車の性能は全プレイヤー同条件となる。
- クルータイムアタック - 4人クルーでのタイムアタック。
- クルースピードトラップ - 4人クルーでのスピードトラップ。

## チェイス
「コーリングオールユニット」で追加された、通常のマップ上で行われる対戦型コンテンツ。

大きく分けると「マップ上に置かれたクレートを届けようとするレーサーと、それを阻止する警察側」という形のものと、「マップ上のオブジェクトを破壊したレーサーと、それを逮捕しようとする警察側」という形の2種類がある。
レーサー側のプレイヤーがマップ上のクレートに触れると、その時点でパトカーが出現しクレートに触れたプレイヤー(「運び屋」と表記される)を追跡する。

クレートに触れたプレイヤーは警察に捕まらないようにしながら所定の位置までクレートを運ぶのが目的となる。

周囲にいたプレイヤーは、警察車両に乗っている場合は警察側、そうでないプレイヤーはレーサー側として参加しそれぞれの目的をサポートする形で参加可能。

警察側・レーサー側ともに、相手への攻撃などを行う能力を4つの中から2つ選んで使用可能。また、運び屋自身以外は道路から外れた時などに特定のボタンを押し続けるだけで運び屋プレイヤーの近くに移動することが可能で、これは4つ中2つの装備枠とは別枠となっている。

チェイス終了時には、全プレイヤーとも勝敗を問わず相手側プレイヤーへの接触や能力使用時に加算されるアクションポイントがBUCKSに換算される。
レーサー側は運び屋が無事にクレートを運び終えた際に、警察側はクレートに触れた運び屋を逮捕することで、クレートの中に入っていた物を入手可能。

新しい車が実装された際、しばらくはこの方法でのみ入手可能であることもある。

## 登場人物

### 主人公とクルーたち
アレックス・テイラー(Allex Taylor)
声：子安武人
本作の主人公。白人男性。ある日突然兄が殺害され、FBIのコバーン捜査官により無実の罪で逮捕、収監されてしまう。
その5年後に、真実を知っていたFBIのゾーイ捜査官から、釈放と引き換えに兄がリーダーをつとめていた5-10モータークラブに潜入捜査をするように依頼される。
取引に応じたアレックスは復讐を果たすため、シヴに近づくべく行動することになる。
ゾーイ・ウィンターズ(Zoe Winters)
声：朴璐美
FBIの女性捜査官。
アレックスの兄を殺したシヴと汚職しているコバーン捜査官を逮捕するため、アレックスに5-10モータークラブへ潜入するように依頼する。
オマー
ノリは軽いが物資調達に長けた男。現在はおもにニューヨークで活動中だが、ゾーイの依頼を受けてやってきたアレックスに協力する。
ハリー(Harry)
声：堀内賢雄
マシンの整備に全身全霊を傾ける前科者。アレックスと兄にとっては父親代わりの存在。
ウエストコーストで発生している事件の関係者であることが明かされていく。
アリータ(Alita)
かつてシヴと交際関係もあったとされる女性。左頬にその中で受けた傷がある。
ロクサーヌ(r0xx0r)
声：小林ゆう
ラスベガス近郊で5-10と絡んでいたが行方不明となっている姉「ダリア」の消息を求める女性。その一方、ラスベガスという要所を押さえられてルート面で困窮している5-10の現状に対し新たなルートを開拓するという形でアレックスに協力する。
ヴィンセント(Vincent)
映画俳優。あるレース中の事故の際に一部メンバーが賭けに勝つために彼のマシンに細工をしていたことを知り逆上、そのメンバーを殺したという過去があり、そのことをアレックスに話してシヴと対峙したときにどうあるべきかを諭す存在となる。

### 重要人物
デイトン・テイラー(Dayton Taylor)
アレックスの兄。5-10モータークラブのリーダー「V8」であったが、シヴに殺害された。
ビル・コバーン(Bill Coburn)
声：斉藤次郎
FBIの捜査官である中年男性だが、シヴと繋がり賄賂を受け取っており、5-10モータークラブに警察の捜査が介入できないようにしている。
アレックスを無実の罪で逮捕した張本人である。
ストーリー後半でラスベガス空港で逮捕された。
シヴ(Shiv)
声：石田彰
自らの出世のためにアレックスの兄を殺害した被疑者。本名はデニス・ジェファーソン。

### 5-10モータークラブのメンバー
トロイ(Troy)
5-10に潜入して最初に接触する男。デトロイトのV2。
ストーリー序盤に登場して以降しばらく登場していなかったが、終盤に一度逮捕されていた状態からアレックスとゾーイの工作と知らず一時的に逃がしてもらうことになる(その後サンフランシスコで再度逮捕される)。
セントルイスのV2(名前不明)
セントルイスにいる女性メンバー。トロイに命を狙われており、アレックスとゾーイが一度保護したがその後見つかって始末されてしまった。
ハーシェル・クレイグ(Herschel Craig)
トロイと敵対関係にある、シカゴのV2。アレックスに5-10入りの足掛かりとしてトロイの配下をレースで打ち負かしたり、運び屋用マシンのテストなどを依頼してくる。
ストーリー終盤のフェイスオフにも参加している。
エリック・ツー(Eric Tsu)
シヴの旧友だが、感情の波が激しく些細なことでキレることがある。ランクはV6。
近辺では積み荷や利益が消失する事件が相次いでおり、疑う者もいるがシヴの親友ということもあって大っぴらに容疑をかけられたりはしていない。
ストーリー終盤のフェイスオフにも参加しており、アレックスを洗車係として雇おうともする。

### その他
コニー(Connie)
デイトンの妻、ベンという息子もいる。デイトンの死後はハリーと交際している。
デイトンは父の自動車整備工場の得意客だったようだ。
キャメロン・ロックポート(Cameron Rockport)
サウス一帯を牛耳る、組織的なギャングよりも強いと言われる男。
サウスを狙う5-10メンバーたちをことごとく返り討ちにしており、かつてはシヴとも因縁があった。
コバーンに命を狙われており、アレックスは最終的にコバーンから彼を救うことになる。
クララ・ワシントン(Clara Washington)
「コーリングオールユニット」のストーリーで登場。5-10とは別の違法ストリートレース組織「ハーベスターズ」を検挙するために活動しており、同ストーリーにおける最初のミッションではアレックスを相手に模擬戦を行っている。

## 登場メーカー
- アルファロメオ
- アバルト
- アストンマーティン
- ベントレー
- BMW
- キャデラック
- シボレー
- クライスラー
- ダッジ
- フェラーリ
- フォード
- ハマー
- ジープ[注 14]
- ケーニグセグ
- ランボルギーニ
- ロータス
- マセラティ
- マツダ
- マクラーレン
- メルセデス・ベンツ
- ミニ
- 日産自動車
- パガーニ
- RUF
- サリーン
- シェルビー
- スパイカー
- 富士重工業
- TVR
- フォルクスワーゲン

### バイク
「ワイルドラン」より収録されたバイクのメーカーとして登場しているメーカー。
- BMW
- ドゥカティ
- 川崎重工業
- KTM
- インディアン